# Bothasig
Bothasig (ex-Bosmansdam) est un quartier de la localité de Milnerton dans la banlieue nord de la ville du Cap en Afrique du Sud. Bothasig fut créé en 1966 et nommé d'après le patronyme de Pieter Botha, alors ministre du développement communautaire.

## Situation
Bothasig est situé à 15 km au nord-est du City Bowl dans la grande banlieue nord du Cap et à 2,5 km à l'est de Milnerton. Le quartier est délimité à l'ouest par la route nationale N7, au sud et à l'est par Bosmansdam road et au nord par Plattekloof Road. 

## Démographie
Selon le recensement de 2011, le quartier de Bothasig compte 11 790 résidents, principalement issu de la communauté blanche (76,73 %). 
Les noirs représentent 6,23 % des habitants tandis que les coloureds, population majoritaire au Cap, représentent 14,13 % des résidents.
Les habitants sont à 70,43 % de langue maternelle anglaise et à 25,22 % de langue maternelle afrikaans.

## Historique
Jusqu'aux années 1960, Bothasig n'était qu'une parcelle foncière du domaine agricole de Bosmansdam. En 1964, la Gazette de la Province du Cap publie une proclamation selon laquelle les limites de la municipalité de Milnerton allait être étendu de manière à notamment incorporer cette parcelle afin d'y construire un nouveau quartier pour répondre à la pénurie de logements. Devant l'afflux de demandes pour pouvoir obtenir un logement, les autorités accélèrent les formalités administratives et en octobre 1965, les premières maisons de Bosmansdam sont livrées à leurs nouveaux propriétaires. En février 1966, le conseil municipal de Milnerton approuve le choix de "Bothasig" pour désigner la ville nouvelle, afin de remercier le ministre du logement et du développement communautaire, Pieter Botha, de son implication pour accélérer les formalités administratives et la délivrance des permis de construire.
Au début, le quartier manque de services publics, connait des problèmes d'aménagements et est relativement mal desservi. Une école primaire et un bureau de poste ouvrent en juillet 1968 puis une crèche bilingue.
En 1975, Bothasig est devenu un quartier résidentiel recherché et en 1983, est agrandi d'une nouvelle et dernière zone pavillonnaire.
Créé durant l'apartheid, Bothasig est à l'origine administrativement un township de Milnerton mais réservé à la seule population blanche en vertu du Group Areas Act.

## Circonscriptions électorales
Bothasig est situé dans la 3e arrondissement (subcouncil) du Cap et constitue la circonscription municipale no 5 (Bothasig - Montague - Edgemead). Depuis 2016, son conseiller municipal est Helen Carstens (DA).